# Talara diversa
Talara diversa là một loài bướm đêm thuộc phân họ Arctiinae, họ Erebidae.